# 1439 هـ
1439 هي سنة في التقويم الهجري تمتدت مقابلةً في التقويم الميلادي بين سنتي 2017 و2018.
 ويقابل بدايتها في التقويم الميلادي 22 سبتمبر 2017.

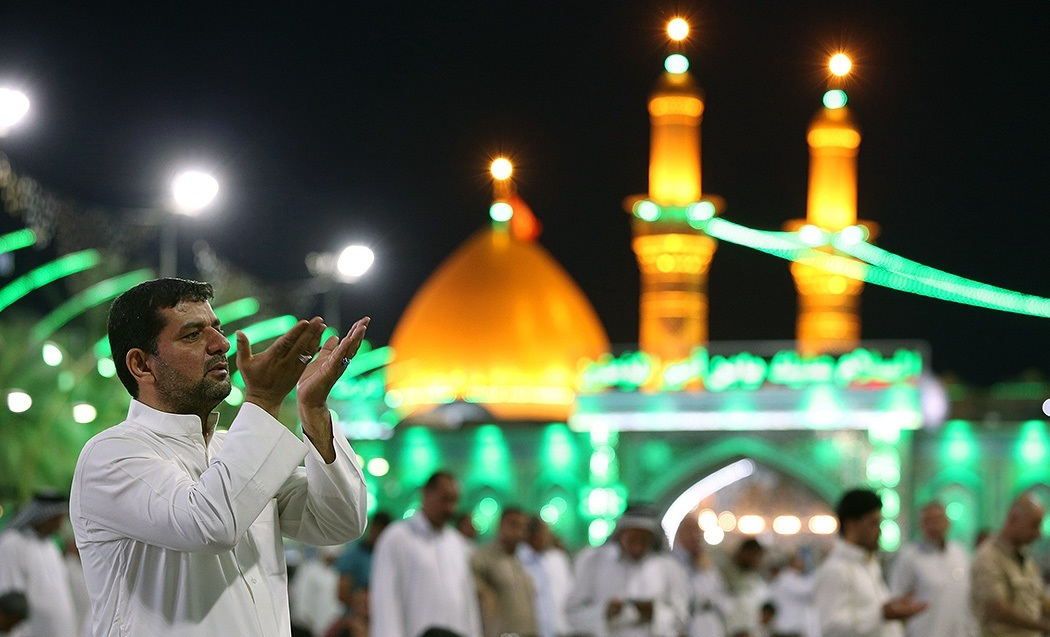
ليلة الجمعة الأولى من رمضان 1439 هـ في كربلاء.

## أحداث

### محرم
- 5 محرم: مواطنين إقليم كردستان العراق يذهبون لصناديق الاقتراع للإستفتاء على انفصال كردستان.
- 9 محرم: الحكومة العراقية تحظر الطيران الدولي في مطارات اقليم كردستان رداً على إجراء استفتاء الانفصال.
- 11 محرم: إقليم كتلونيا يقيم استفتاء لأجل انفصال الإقليم عن إسبانيا والقوات الإسبانية تغلق عدة مراكز للانتخاب مما أسفر عن 800 جريح.
- 15 محرم: القوات العراقية تتمكن من استعادة السيطرة على الحويجة بعد معركة استمرت لأسبوعين وتستعد للانطلاق نحو كركوك.
- 22 محرم: الولايات المتحدة وإسرائيل تعلنان انسحابهما عن منظمة اليونسكو بعد قرارها بعدم عائدية الحرم القدسي الشريف لإسرائيل.
- 22 محرم: تفجير إرهابي في مقديشو في الصومال يسفر عن مقتل أكثر من 500 شخص.
- 26 محرم: عملية كركوك 2017: القوات العراقية تتمكن من استعادة السيطرة على كركوك ومناطق أخرى متنازع عليها بعد انسحاب قوات البيشمركة التابعة لاقليم كردستان منها.
- 27 محرم: الحرب الأهلية السورية: قوات سوريا الديمقراطية تتمكن من السيطرة على مدينة الرقة عاصمة تنظيم الدولة الإسلامية بعد معارك استمرت لحوالي 4 أشهر.

## وفيات

### محرم
- 1 محرم - مهدي عاكف، المرشد العام الأسبق لجماعة الإخوان المسلمون.
- 16 محرم - محمود إبراهيم سلامة، خطاط مصري.
- 22 محرم - طاهر العتباني، شاعر مصري.

### رجب
- 22 رجب - حمدان شلبي، ممثل سعودي.

### ذو الحجة
- 4 ذو الحجة - أبو بكر الجزائري، عالم دين سنة جزائري.
- 7 ذو الحجة - كوفي أنان، دبلوماسي غاني والأمين العام السابع للأُمم المتحدة.
- 8 ذو الحجة - أحمد مطلوب، وزير ثقافة عراقي.